# 顾崇衔
顾崇衔（1915年—2002年），男，江苏松江（今属上海）人，中国机械制造专家，曾任西安交通大学教授、博士生导师。